# Consultor

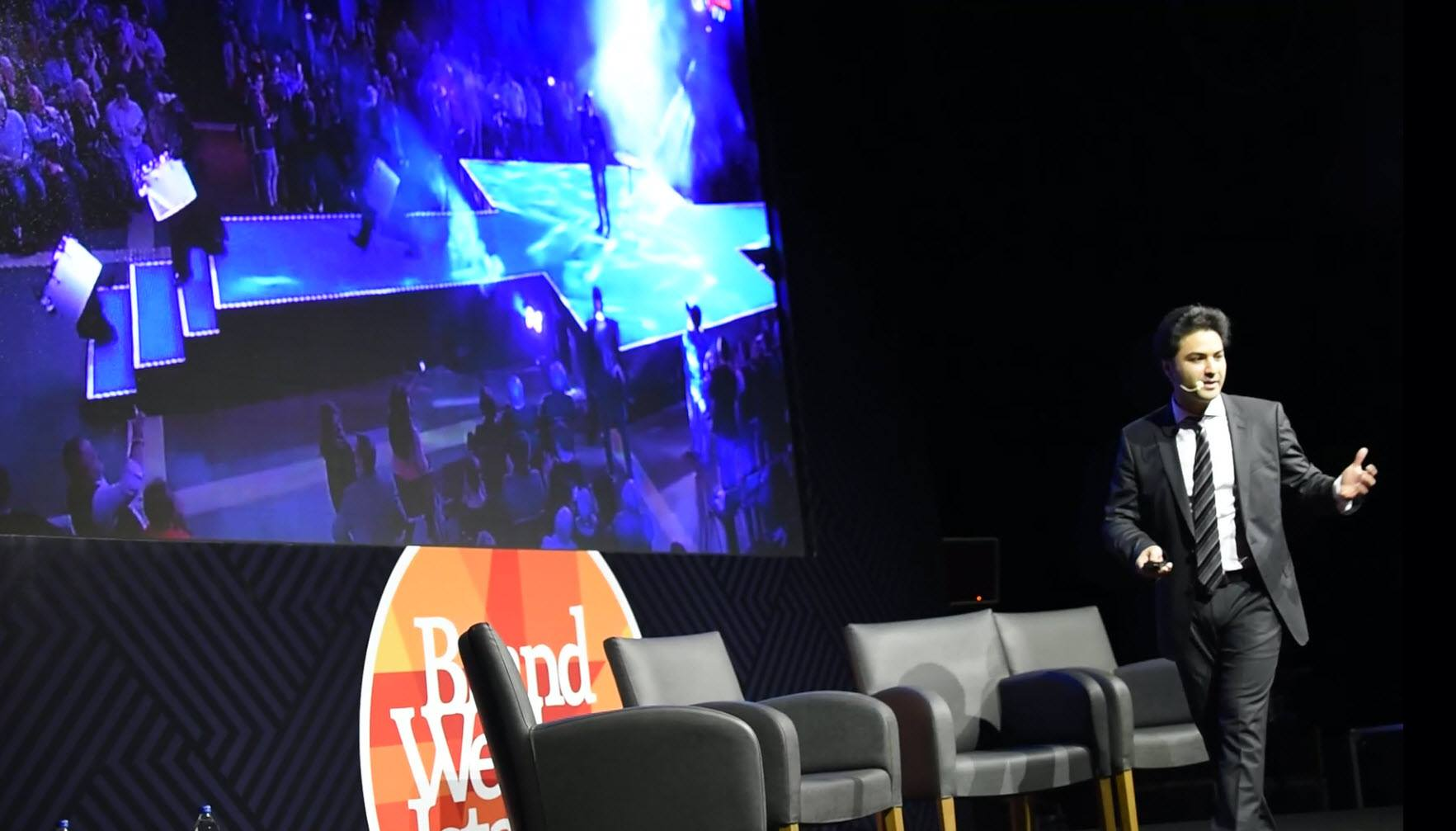
Consultor político Reza Kazemi em oratória no simpósio Brandweek de Istambul, em 2018.

Consultor é o profissional que fornece consultorias técnicas ou pareceres, a respeito de assuntos ou matéria dentro de sua especialidade, porém abarcando conhecimentos multi, pluri e interdisciplinares. Foca na assessoria e a assistência prática, mesclando conceitos técnicos diversos.
Segundo Peter Block (1991), "o consultor é uma pessoa que, por sua habilidade, postura e posição, tem o poder de influência sobre pessoas, grupos e organizações, mas não tem poder direto para produzir mudanças ou programas de implementação". Crocco e Guttmann (2005) definem que o consultor deve prezar pela independência, autenticidade e ética, além de ter automotivação, perícia escrita e verbal e capacidade analítica.